# Julius Grimm (Regisseur)
Julius Grimm (* 1987 in Regensburg) ist ein deutscher Filmemacher.

## Karriere
Grimm wurde in Regensburg geboren und schloss ein Fachabitur an der Rainer-Werner-Fassbinder-Fachoberschule in Gestaltung ab. Danach machte er eine Ausbildung zum Mediengestalter Bild und Ton bei ProSiebenSat.1 Media, woran er ein Studium für Spielfilmregie an der Hochschule für Fernsehen und Film in München anschloss. Noch während seines Studiums führte er bei einigen Kurzfilmen Regie. Bereits zuvor wurde er beim bayerischen Nachwuchsfestival JuFinale für den Kurzfilmpreis nominiert.
Im Jahr 2022 arbeitete er als Produzent für den Kurzfilm Ritter ohne Arbeit über ein Liebesdreieck in der deutschen Mittelschicht.
Im Jahr 2025 drehte er den Film Zweigstelle, der am 2. Juli beim Filmfest München seine Premiere feiern wird. Der Film ist im Wettbewerb Neues Deutsches Kino für verschiedene Förderpreise nominiert. Im Film geht es um eine Freundesgruppe, die in der bayerischen Provinz in einer Behörde ins Jenseits hinübertritt.

## Filmografie (Auswahl)
- 2009: Tunnelblicke (Kurzfilm, Regie, Buch)
- 2010: Sommerregen (Kurzfilm, Regie)
- 2010: Lost & Found (Kurzfilm, Regie, Buch)
- 2011: Tangente (Kurzfilm, Regie, Produktion, Buch)
- 2012: Lärmende Stille (Regie)
- 2014: 481010.9N113315.2E (Kurzfilm, Regie)
- 2015: Die Randgruppe (Kurzfilm, Regie, Buch)
- 2015: Verlängertes Wochenende (Kurzfilm, Regie, Buch)
- 2016: #wokeuplikethis (Kurzfilm, Regie, Produktion, Buch)
- 2017: Gerbera (Kurzfilm, Regie)
- 2018: Bernegger & Juric – Die Kommissare (Fernsehfilm, Regie)
- 2019: Stalker 2.0 (Regie)
- 2020: Eigenbedarf (Regie)
- 2022: Ritter ohne Arbeit (Kurzfilm, Produktion)
- 2025: Zweigstelle (Regie, Buch)

## Auszeichnungen (Auswahl)
- 2010: JuFinale – Bayerisches Jugendfilmfestival in der Kategorie Bester Kurzfilm für Sommerregen
- 2025: Filmfest-München-Nominierung für Förderpreise in der Filmreihe Neues Deutsches Kino für Zweigstelle